# 히가시혼메촌
히가시혼메촌(일본어: 東本梅村)은 일본 교토부 후나이군에 있던 촌이다.

## 역사
- 1889년 4월 1일 - 정촌제 시행에 의해 6촌의 구역을 가지고 성립하였다.
- 1956년 9월 30일 - 가메오카시에 편입, 동일 히가시혼메촌은 폐지되었다.
- 1958년 4월 1일 - 가메오카시 중 구촌지역의 일부(히가시혼우메초 와카모리 사카토, 히노키, 무카이정, 다카무로, 무로쿠, 센즈이, 미타, 오오하시, 다카하시, 하타가와, 마에정, 고정, 쇼키다니, 구보타, 마쓰다, 몬젠정, 가라스, 가리바타, 타니, 히가시혼우메정미나미오오타니 다니타, 야노고, 미야노우고, 도리가키우치, 하타가와, 미야노마에, 오쿠가키우치, 야나기가쓰보, 니시자야, 야나가치, 데라노시타, 노구치, 노구치, 무카이가키우치, 카지케타하, 히라바시, 시바시, 신바야시 한다니・무카이가키나이 및 외도리이 일부)가 소노베정에 편입되었다.

## 참고문헌
- 角川日本地名大辞典 26 京都府